# Kanton Neuvic (Dordogne)
Der Kanton Neuvic war von 1790 bis 2015 ein französischer Wahlkreis im Arrondissement Nontron, im Département Dordogne und in der Region Aquitanien; sein Hauptort war Neuvic. Der letzte Vertreter im Generalrat des Départements war von 2001 bis 2015, wiedergewählt 2008, Pascal Deguilhem (PS).
Der elf Gemeinden umfassende Kanton war 192,18 km² groß und hatte 7526 Einwohner (Stand 2006).

## Gemeinden
| Gemeinde                  | Einwohner Jahr | Fläche km² | Bevölkerungsdichte | Code INSEE | Postleitzahl |
| ------------------------- | -------------- | ---------- | ------------------ | ---------- | ------------ |
| Beauronne                 | 342 (2013)     | 19,24      | 18 Einw./km²       | 24032      | 24400        |
| Chantérac                 | 589 (2013)     | 18,94      | 31 Einw./km²       | 24104      | 24190        |
| Douzillac                 | 806 (2013)     | 17,17      | 47 Einw./km²       | 24157      | 24190        |
| Neuvic                    | 3.563 (2013)   | 25,82      | 138 Einw./km²      | 24309      | 24190        |
| Saint-André-de-Double     | 163 (2013)     | 27,61      | 6 Einw./km²        | 24367      | 24190        |
| Saint-Aquilin             | 491 (2013)     | 22,35      | 22 Einw./km²       | 24371      | 24110        |
| Saint-Germain-du-Salembre | 929 (2013)     | 19,55      | 48 Einw./km²       | 24418      | 24190        |
| Saint-Jean-d’Ataux        | 120 (2013)     | 12,11      | 10 Einw./km²       | 24424      | 24190        |
| Saint-Séverin-d’Estissac  | 95 (2013)      | 5,31       | 18 Einw./km²       | 24502      | 24190        |
| Saint-Vincent-de-Connezac | 622 (2013)     | 14,81      | 42 Einw./km²       | 24509      | 24190        |
| Vallereuil                | 285 (2013)     | 9,27       | 31 Einw./km²       | 24562      | 24190        |

## Bevölkerungsentwicklung
| 1962 | 1968 | 1975 | 1982 | 1990 | 1999 | 2006 | 2011  |
| ---- | ---- | ---- | ---- | ---- | ---- | ---- | ----- |
| 6433 | 6738 | 6651 | 6414 | 6330 | 7063 | 7526 | 7.915 |